# Alhassane Keita
Alhassane Keita (Conakry, 26 de junho de 1983) é um futebolista da Guiné que atua como atacante.

## Carreira
Keita representou o elenco da Seleção Guineense de Futebol no Campeonato Africano das Nações de 2004.

## Ligaçães externas
Alhassane Keita em National-Football-Teams.com